# David Wnendt

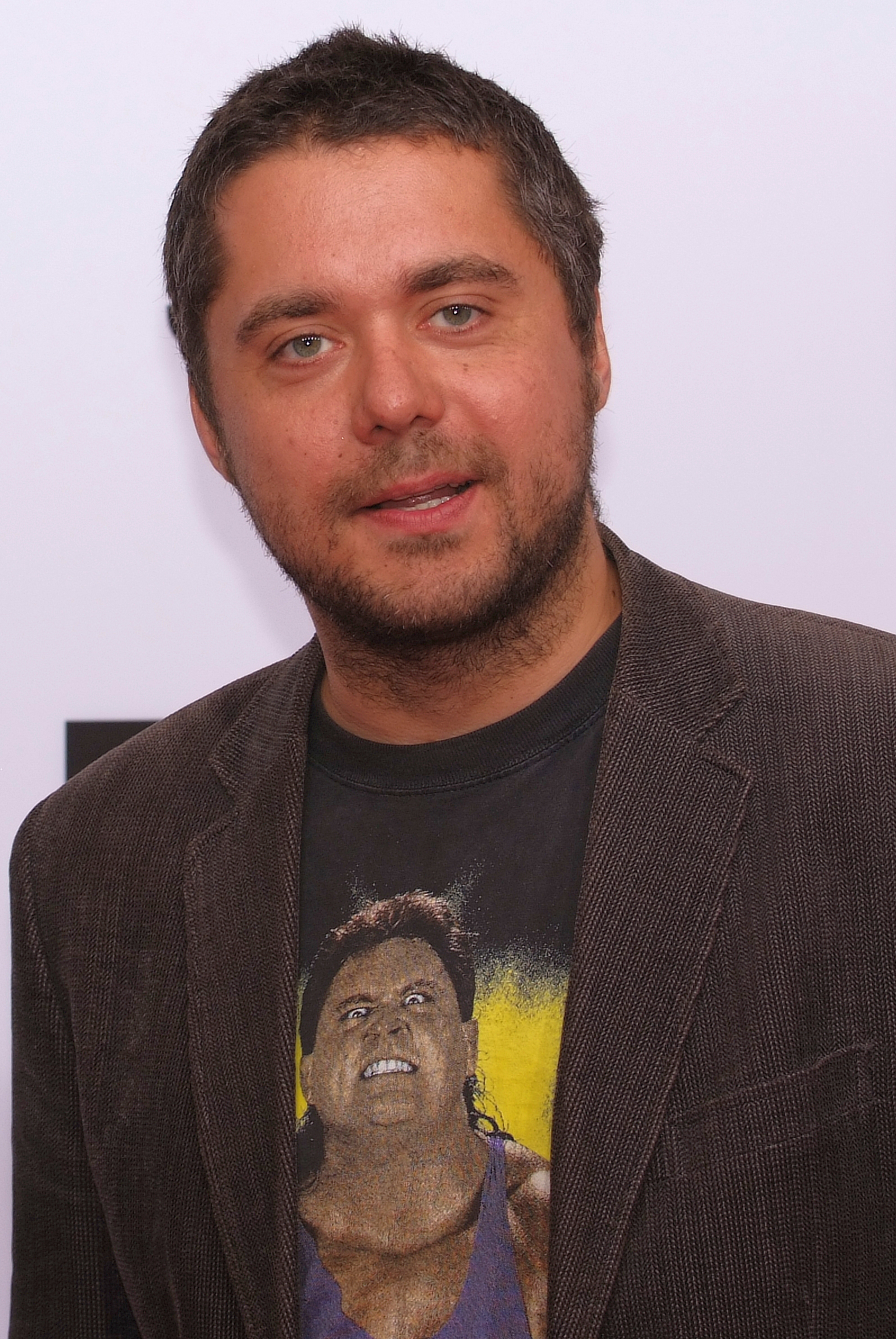
David Wnendt bei der Verleihung des Studio Hamburg Nachwuchspreises 2012

David Falko Wnendt (* 28. September 1977 in Gelsenkirchen) ist ein deutscher Filmregisseur und Drehbuchautor. Bekanntheit erlangte er durch seinen mehrfach preisgekrönten Spielfilm Kriegerin (2011) und die Bestsellerverfilmung Feuchtgebiete, die 1 Million Zuschauer in den Kinos erreichte.

## Leben
David Wnendt ist eines von fünf Kindern des Diplomaten Werner Wnendt; seine Mutter Eleonore ist promovierte Geologin.
Wnendt wuchs in Islamabad, Miami, Brüssel, Prag und im rheinländischen Meckenheim auf. Den Großteil seiner Schulzeit verbrachte er in der Nähe von Bonn. Nach dem Abitur zog er 1997 nach Berlin. Es folgten diverse Tätigkeiten, u. a. als Beleuchter, Regie- und Produktionsassistent oder Editor bei Film-, Fernseh- und Theaterproduktionen. Eine Hospitation nahm er an einem Theater in Paris wahr. Bis 2004 studierte Wnendt Betriebswirtschaftslehre und Publizistik an der Freien Universität Berlin. Nachdem er bereits als 18-Jähriger einen ersten Kurzfilm realisiert hatte, studierte er parallel für ein Jahr an der bekannten Prager Filmhochschule FAMU.
Nach seinem abgeschlossenen Magisterstudium fand Wnendt Aufnahme an der Hochschule für Film und Fernsehen „Konrad Wolf“ in Potsdam. Dort ließ er sich bis 2011 zum Film- und Fernsehregisseur ausbilden. Während seines Studiums inszenierte er 2005 den 17-minütigen Kurzfilm California Dreams über einen jugendlichen Außenseiter, der zu seinem 14. Geburtstag die Schule schwänzt, um den titelgebenden Frisör in einer Berlin-Marzahner Plattenbausiedlung zu besuchen. Das Werk brachte Wnendt 2006 einen ersten Preis auf dem Internationalen Kurzfilmfestival Berlin ein. 2007 folgte der 60-minütige Spielfilm Kleine Lichter, der 2008 von dem deutsch-französischen Fernsehsender ARTE ausgestrahlt wurde. In dem Drama spielt Rosalie Thomass die Rolle einer Babysitterin, die nach dem Unfalltod ihres querschnittgelähmten Schützlings von einem älteren übergewichtigen Arbeitslosen (Marc Zwinz) aufgenommen wird.
Erfolg war Wnendt mit seinem Abschlussfilm an der Filmhochschule, Kriegerin (2011), beschieden. Das Drama handelt von einem rechtsradikalen Mädchen aus Ostdeutschland (dargestellt von Alina Levshin), das sich durch die Bekanntschaft mit einem Mädchen aus bürgerlichem Haus (Jella Haase) und einem jugendlichen Flüchtling aus Afghanistan (Sayed Ahmad) zur mutig-sensiblen Humanistin wandelt. Eigenen Angaben zufolge war der Auslöser für das Drehbuch ein Fotoprojekt Wnendts, das ihn 1998/99 in die Lausitz und nach Sachsen-Anhalt geführt und mit dortigen Jugendlichen in Kontakt gebracht hatte: […] „das Leben dieser Jugendlichen war krass anders, als ich es gewohnt war. Viele waren da offen rechts, aber ganz normal im öffentlichen Leben integriert.“, so Wnendt, der insgesamt eineinhalb Jahre für seinen Film recherchierte. Er ließ sich dabei u. a. von der Soziologin Michaela Köttig beraten, die eine Dissertation (Lebensgeschichten rechtsextrem orientierter Mädchen und junger Frauen, 2004) zu dem Thema verfasst hatte. Wnendt lief bei rechten Demos mit und besuchte entsprechende Jugendclubs in Brandenburg. Über einschlägige Dating-Plattformen kam er in Kontakt mit rechtsextremen Frauen und zeichnete die Interviews mit ihnen teilweise auf.
Die Uraufführung von Kriegerin Ende 2011 fiel unmittelbar mit Bekanntwerden der rechtsextremen terroristischen Vereinigung Nationalsozialistischer Untergrund („Zwickauer Terrorzelle“) zusammen, die für eine Mordserie an Kleinunternehmern mit Migrationshintergrund verantwortlich gemacht wird. Die Frankfurter Allgemeine Zeitung konstatierte, dass sich der Low-Budget-Produktion angesichts der aktuellen Diskussion zum Thema Rechtsextremismus die Türen zu Kinos und Medien öffnen würden, die ihr trotz ihrer Brillanz unter anderen Umständen vielleicht verschlossen geblieben wären. Trotz der kritisierten Psychologisierung der Hauptfigur am Ende des Films lobte der film-dienst Kriegerin als spannend und intensiv erzählten, gut recherchierten Debütfilm, „der abseits von Klischees ein authentisches Bild des braunen Milieus in Ostdeutschland“ zeichne und „sich mutig auf die Binnensicht seiner Figuren“ einlasse. Kriegerin wurde 2012 mit dem Deutschen Filmpreis in Bronze sowie dem Darstellerpreis an Alina Levshin ausgezeichnet, während Wnendt den Deutschen Filmpreis als bester Drehbuchautor, den Bayerischen Filmpreis als bester Nachwuchsregisseur und den First Steps Award erhielt.
Anfang Mai 2012 begann das Casting zu Wnendts zweitem Kinofilm, die Verfilmung des Bestsellers Feuchtgebiete von Charlotte Roche. Der Film lief am 22. August 2013, nach der Weltpremiere am 11. August 2013 im Wettbewerb des Filmfestival Locarno, in den deutschen Kinos an. Der Film war ein großer künstlerischer und kommerzieller Erfolg, 1 Million Zuschauer sahen ihn in den deutschen Kinos.
Danach arbeitete Wnendt an seinem dritten Kinofilm, der Hitler-Satire Er ist wieder da, einer Verfilmung des gleichnamigen Debütromans von Timur Vermes. Der Film kam am 8. Oktober 2015 in die Kinos.
Im Anschluss wandte sich Wnendt der Verfilmung von Wolfgang Herrndorfs Bestseller Tschick zu, wurde aber im Juli 2015 als Regisseur durch Fatih Akin ersetzt.
2021 arbeitet Wnendt zusammen mit dem Berliner Stand-Up-Comedian und Bestsellerautor Felix Lobrecht an der Verfilmung seines Romans Sonne und Beton. Der Film wurde im Februar 2023 bei der Berlinale uraufgeführt und kam am 2. März 2023 in die deutschen Kinos.
David Wnendt ist verheiratet und lebt in Berlin.

## Filmografie (Auswahl)
Regie und Drehbuch
- 2004: Hannas Hobby (Kurzdokumentarfilm)
- 2005: California Dreams (Kurzfilm)
- 2008: Kleine Lichter
- 2011: Kriegerin
- 2013: Feuchtgebiete
- 2015: Er ist wieder da
- 2017: Tatort: Borowski und das dunkle Netz
- 2019: The Sunlit Night
- 2022: Strafe – Ein hellblauer Tag
- 2023: Sonne und Beton

Schnitt
- 2010: Teheran Kitchen (Kurzdokumentarfilm)

Darsteller
- 2019: Leif in concert

## Auszeichnungen
- 2006: SAE Award auf dem Internationalen Kurzfilmfestival Berlin für California Dreams
- 2011: Bayerischer Filmpreis für Kriegerin (Beste Nachwuchsregie)
- 2011: „MFG-Star“-Nachwuchspreis auf dem Fernsehfilm-Festival Baden-Baden für Kriegerin
- 2011: First Steps Award für Kriegerin (Bester abendfüllender Spielfilm)
- 2011: Förderpreis Deutscher Film auf dem Filmfest München für Kriegerin (Bestes Drehbuch)
- 2011: Prix Europa für Kriegerin (Bestes Drehbuch – Newcomer)
- 2012: Deutscher Filmpreis für Kriegerin (Bestes Drehbuch)
- 2012: Studio Hamburg Nachwuchspreis für Kriegerin (Bestes Drehbuch)